# 1909 dans les parcs de loisirs
| Années des parcs de loisirs : 1906 - 1907 - 1908 - 1909 - 1910 - 1911 - 1912    |
| Décennies des parcs de loisirs : 1870 - 1880 - 1890 - 1900 - 1910 - 1920 - 1930 |

## Les parcs d'attractions

### Ouverture
- Electric Park à Joplin ( États-Unis)
- Frontierland ( Royaume-Uni)
- Great Yarmouth Pleasure Beach ( Royaume-Uni)
- Luna Park à Berlin ( Allemagne)
- Luna Park à Paris ( France)
- Jetée de Santa Monica ( États-Unis)

## Les attractions

### Montagnes russes
| Nom de l'attraction              | Type                     | Constructeur        | Parc                          | Pays        |
| -------------------------------- | ------------------------ | ------------------- | ----------------------------- | ----------- |
| Backety-Back Scenic Railway (en) | Montagnes russes en bois | John H. Brown       | Crystal Beach Park (en)       | Canada      |
| Blue Streak                      | Montagnes russes en bois |                     | Indianola Park                | États-Unis  |
| New Velvet Coaster               | Montagnes russes en bois | John A. Miller      | Euclid Beach Park             | États-Unis  |
| Scenic Railway                   | Montagnes russes en bois | T. M. Harton        | Conneaut Lake Park            | États-Unis  |
| Scenic Railway                   | Montagnes russes en bois |                     | Great Yarmouth Pleasure Beach | Royaume-Uni |
| Velvet Coaster                   | Montagnes russes en bois | William Strickler   | Blackpool Pleasure Beach      | Royaume-Uni |
| Velvet Coaster                   | Montagnes russes en bois | Frederick Ingersoll | Riverview Park                | États-Unis  |

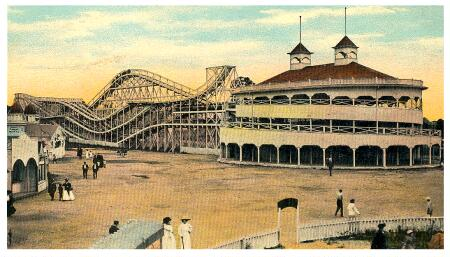
Backety-Back Scenic Railway à Crystal Beach

### Autres attractions
| Nom                      | Type/Modèle      | Constructeur             | Parc                         | Pays       |
| ------------------------ | ---------------- | ------------------------ | ---------------------------- | ---------- |
| Albany Carousel          | Carrousel        | Dentzel Carousel Company | Downtown Albany              | États-Unis |
| Memphis Grand Carousel   | Carrousel        | Dentzel Carousel Company | Children's Museum of Memphis | États-Unis |
| Riverfront Park Carousel | Carrousel        | Charles I. D. Looff      | Riverfront Park              | États-Unis |
| Shoot-the-Chutes         | Shoot-the-Chutes |                          | Indianola Park               | États-Unis |

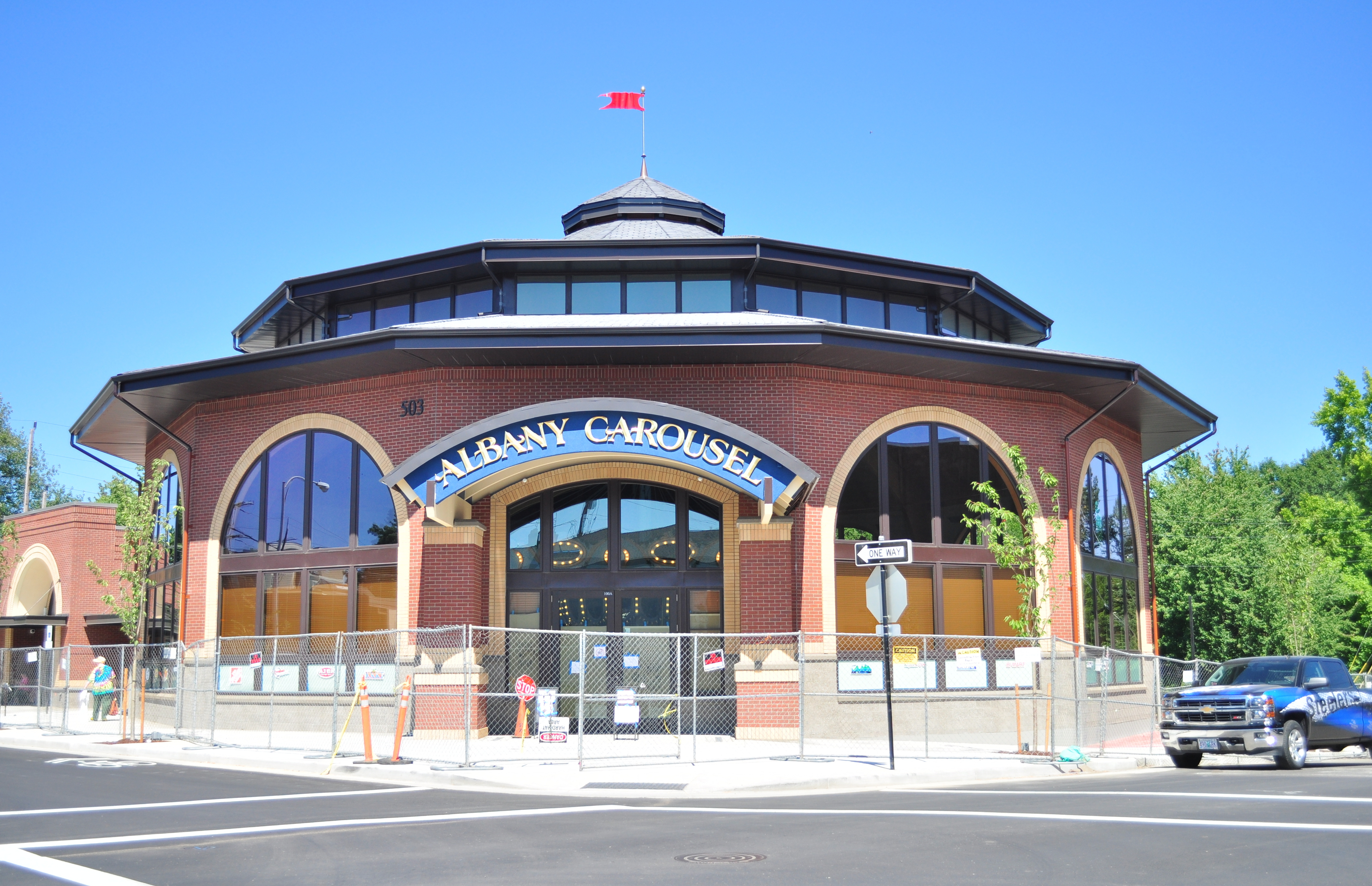
Albany Carousel
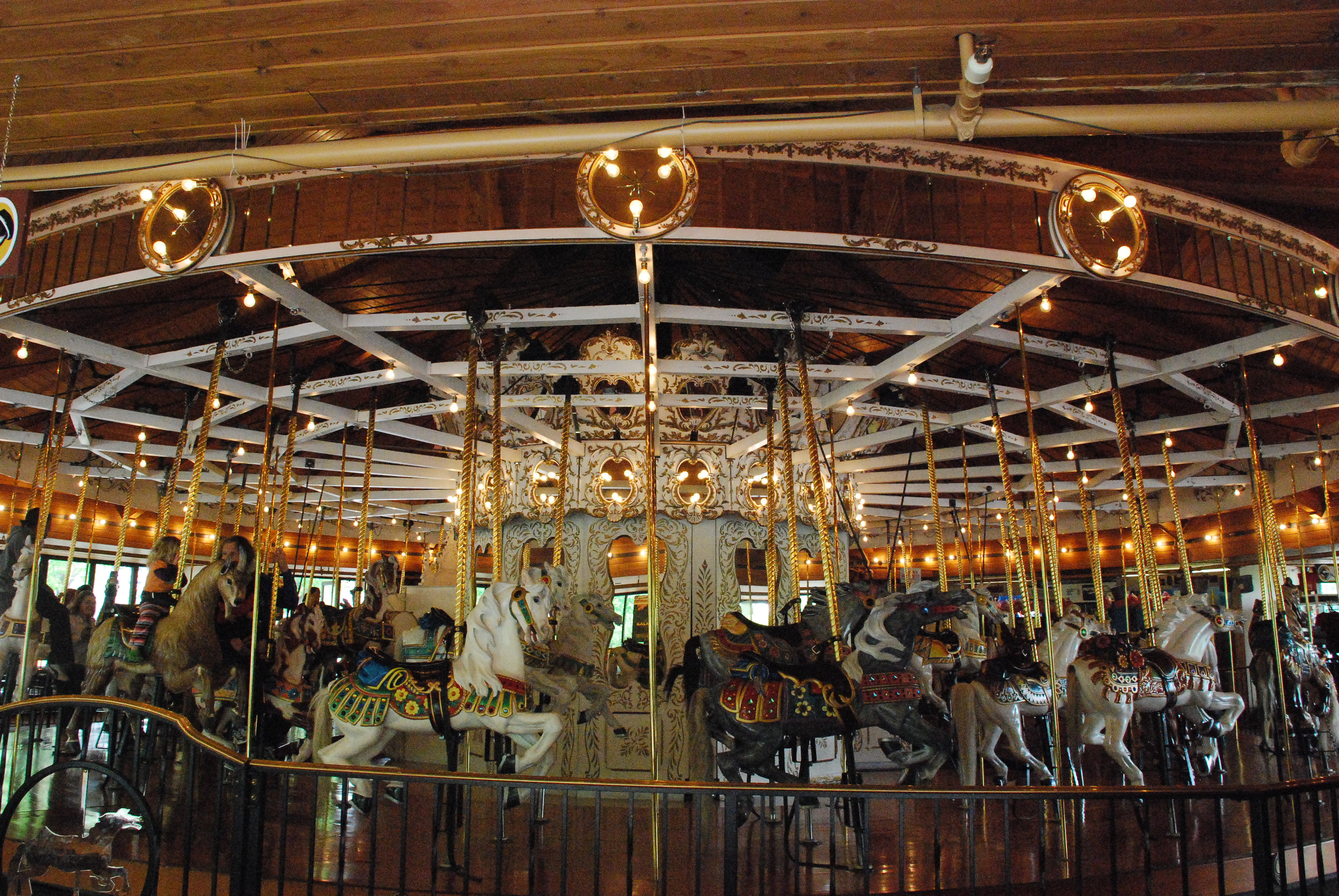
Riverfront Park Carousel à Riverfront Park
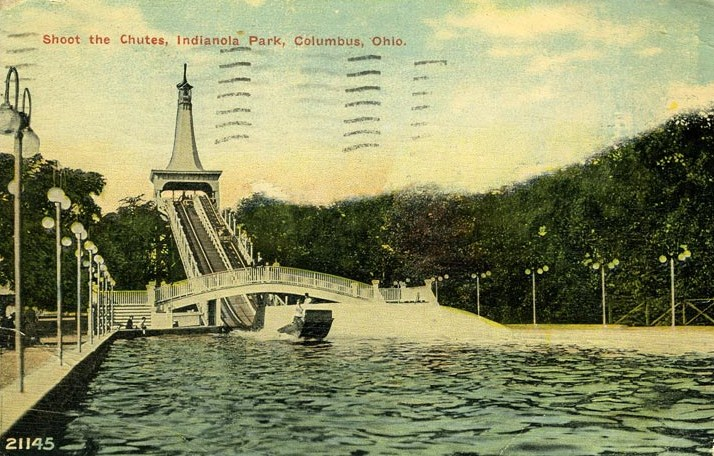
Shoot-the-Chutes à Indianola Park